# Морозова (Свердловская область)
Морозова — деревня в городском округе Верхотурский Свердловской области России. 

## Географическое положение
Деревня Морозова расположена в 53 километрах (по автодороге в 59 километрах) к востоку-юго-востоку от города Верхотурья, на правом берегу реки Туры, в устье её правого притока — реки Морозовки. В окрестностях деревни находится урочище Усолье и Усольское озеро.
Через деревню Морозову проходит автодорога Верхотурье — Восточный. На востоке Морозовой примыкает соседняя деревня Вавилова, которая расположена на этой же автодороге, чуть ниже по течению Туры.

## История деревни
Деревня была основана в первой половине XVII века верхотурским посадским человеком Морозка Прокофьева, по имени которого пошло название деревни.

## Население
| 1873 | 2002 | 2010 | 2021 |
| ---- | ---- | ---- | ---- |
| 154  | ↘65  | ↘43  | ↘23  |